# Quarto (Gallimard)
La Quarto è una collana editoriale in francese della casa editrice Gallimard, fondata nel 1995 e diretta da Françoise Cibiel fino al 2018, poi da Aude Cirier-Gouraud. Raccoglie opere esemplari di autori di letteratura, storia e scienze umane in volumi che facilmente sorpassano le mille pagine e comprendono una media di 75 illustrazioni a volume. Il formato è di 140 x 205 mm. 

## Titoli della collana
- Louis Aragon, Henri Matisse. Roman (1998), 551 illustrazioni, 868 pagine. ISBN 2-07-075407-3
- Hannah Arendt, Les Origines du totalitarisme - Eichmann à Jérusalem (2002), 32 ill., 1624 pp. ISBN 978-2-07-075804-3
- Hannah Arendt, L'Humaine Condition (2012), 1056 pp. ISBN 978-2-07-012239-4
- Raymond Aron, Penser la liberté, penser la démocratie (2005), 24 ill., 1820 pp. ISBN 2-07-077577-1
- Antonin Artaud, Œuvres (2004), 290 ill., 1792 pp. ISBN 978-2-07-076507-2
- Martin Aurell e Michel Pastoureau (a cura di), Les Chevaliers de la Table ronde. Romans arthuriens (2022), 158 ill., 1080 pp. ISBN 978-2-07-284941-1
- Marcel Aymé, Nouvelles complètes (2002), 106 ill., 1372 pp. ISBN 978-2-07-076373-3
- Honoré de Balzac, Nouvelles et contes (2005), 2 tomi: 1820-32 e 1832-50, 92 e 227 ill., 1764 e 1876 pp. ISBN 2-07-077441-4 ISBN 2-07-077540-2
- Jules Barbey d'Aurevilly, Romans (2013), 43 ill., 1216 pp. ISBN 978-2-07-013895-1
- Julian Barnes, Romans (2021), 112 ill., 1248 pp. ISBN 978-2-07-289367-4
- Giorgio Bassani, Le Roman de Ferrare (2006), 93 ill., 840 pp. ISBN 978-2-07-077298-8
- Charles Baudelaire, La Passion des images. Œuvres choisies (2021), 310 ill., 1824 pp. ISBN 978-2-07-284938-1
- Saul Bellow, Herzog - La planète de Mr. Sammler (2012), 640 pp. ISBN 978-2-07-078254-3
- Saul Bellow, Les aventures d'Augie March - Le don de Humboldt (2014), 1 ill., 1024 pp. ISBN 978-2-07-013874-6
- Paul Bénichou, Romantisme Français (2004), 2 tomi, 1008 e 1120 pp. ISBN 2-07-076846-5 ISBN 2-07-077244-6
- Tahar Ben Jelloun, Romans (2017), 49 ill., 1312 pp. ISBN 978-2-07-272034-5
- Thomas Bernhard, Récits (2007), 76 ill., 952 pp. ISBN 978-2-07-078372-4
- Henri Bertraud du Chazaud, Dictionnaire de synonymes et mots de sens voisin (2003), 1876 pp. ISBN 2-07-076842-2
- Henri Bertraud du Chazaud, Dictionnaire de synonymes. Mots de sens voisin et contraires (2013), 1960 pp. ISBN 978-2-07-014117-3
- Karen Blixen, Afrique (2006), 85 ill., 1036 pp. ISBN 2-07-078234-4
- Karen Blixen, Les Contes (2007), ill., pp. ISBN 978-2-07-078235-2
- Marc Bloch, L'Histoire, la guerre, la Résistance (2006), 113 ill., 1176 pp. ISBN 978-2-07-077598-9
- Christian Bobin, Les différentes régions du ciel. Œuvres choisies (2022), 58 ill., 1024 pp. ISBN 978-2-07-297020-7
- Nicolas Bouvier, Œuvres (n. éd. 2021), 1440 pp. ISBN 978-2-07-296602-6
- Paul Bowles, Romans (2008), 20 ill., 1092 pp. ISBN 978-2-07-012188-5
- William R. Burnett, Underworld. Romans noirs (2019), 53 ill., 1120 pp. ISBN 978-2-07-282825-6
- Roger Caillois, Œuvres (2008), 1024 pp. ISBN 978-2-07-077279-7
- Albert Camus, Œuvres (2013, n. ed. 2020), 49 ill., 1536 pp. ISBN 978-2-07-014085-5 ISBN 978-2-07-288621-8
- Truman Capote, Œuvres (2014), 39 ill., 1472 pp. ISBN 978-2-07-014701-4
- Emmanuel Carrère, Vers le réel. Œuvres choisies (2023), 124 ill., 1024 pp. ISBN 978-2-07-303054-2
- Blaise Cendrars, Partir. Poèmes, romans, nouvelles, mémoires (2011), 127 ill., 1372 pp. ISBN 978-2-07-012876-1
- Raymond Chandler, Les enquêtes de Philip Marlowe (2013), 1312 pp. ISBN 978-2-07-014104-3
- René Char, Dans l'atelier du poète (2007), 350 ill., 1064 pp. ISBN 978-2-07-078391-5
- André Chastel, Renaissance Italienne (1460-1500) (1999), 320 ill., 952 pp. ISBN 978-2-07-075333-8
- François-René de Chateaubriand, Mémoires d'Outre-tombe (1997), 2 tomi, 247 e 139 ill., 1848 e 1848 pp. ISBN 2-07-074843-X ISBN 2-07-075062-0
- Françoise Cibiel e altri, Journal de la France et des Français. Chronologie politique, culturelle et religieuse de Clovis à 2000 (2001), 2 voll. inseparabili, 3472 pp. ISBN 2-07-073756-X
- Emil Cioran, Œuvres (1995), 45 ill., 1820 pp. ISBN 978-2-07-074166-3
- Albert Cohen, Solal et les Solal (2018), 34 ill., 1664 pp. ISBN 978-2-07-274009-1
- Joseph Conrad, Nouvelles complètes (2003), 39 ill., 1512 pp. ISBN 978-2-07-076840-0
- Paule Constant, Mes Afriques (2019), 96 ill., 1120 pp. ISBN 978-2-07-281939-1
- Julio Cortázar, Nouvelles, histoire et autres contes (2008), 136 ill., 1428 pp. ISBN 978-2-07-078544-5
- Boris Cyrulnik (a cura di), Si les lions pouvaient parler. Essais sur la condition animale (1998), 80 ill., 1540 pp. ISBN 2-07-073709-8
- Roald Dahl, Contes de l’inattendu. Nouvelles, roman, récit (2021), 253 ill., 1568 pp. ISBN 978-2-07-287649-3
- Guy Debord, Œuvres (2006), 403 ill., 1996 pp. ISBN 2-07-077374-4
- Régis Debray, Carnet de route. Écrits littéraires (2016), 220 ill., 1152 pp. ISBN 978-2-07-017898-8
- Erri De Luca, Itinéraires. Œuvres choisies (2023), 80 ill., 1024 pp. ISBN 978-2-07-299611-5
- Michel Déon, Œuvres (2006), 174 ill., 1372 pp. ISBN 2-07-077657-3
- Louis-René des Forêts, Œuvres complètes (2015), 186 ill., 1344 pp., ISBN 978-2-07-014861-5
- Robert Desnos, Œuvres (1999), 226 ill., 1400 pp. ISBN 978-2-07-075427-4
- Philip K. Dick, Nouvelles complètes, 2 voll. (2020), 177 ill., 2464 pp. ISBN 978-2-07-292027-1 ISBN 978-2-07-285870-3 ISBN 978-2-07-285873-4
- Charles Dickens, Les Papiers posthumes du Pickwick Club (2019), 116 ill., 1024 pp. ISBN 978-2-07-282831-7
- Françoise Dolto, Les Voix de l'enfance. Œuvres choisies (2023), 216 ill., 1760 pp. ISBN 978-2-07-293412-4
- John Dos Passos, U.S.A. (2002), 21 ill., 1344 pp. ISBN 978-2-07-076603-1
- Georges Duby, Féodalité (1996), 1568 pp. ISBN 2-07-073758-6
- Georges Duby, L'Art et la société (2002), 171 ill., 1316 pp. ISBN 2-07-076667-5
- Réjean Ducharme, Romans (2022), 179 ill., 1952 pp. ISBN 978-2-07-289173-1
- Alexandre Dumas, La San Felice (1996), 1736 pp. ISBN 2-07-074740-9
- Alexandre Dumas, Les Mohicans de Paris (1998), 2 tomi, 43 e 29 ill., 1428 e 1428 pp. ISBN 2-07-075191-0 ISBN 2-07-075192-9
- Alexandre Dumas, Olympe de Clèves (2000), 924 pp. ISBN 2-07-075866-4
- Alexandre Dumas, Joseph Balsamo - Le Collier de la Reine (2012), 1600 pp. ISBN 978-2-07-013672-8
- Georges Dumézil, Esquisses de mythologie (2003), 1204 pp. ISBN 2-07-076839-2
- Georges Dumézil, Mythe et épopée I. II. III (n. éd. 2021), 1440 pp. ISBN 978-2-07-290891-0
- Marguerite Duras, Romans, cinéma, théâtre, un parcours 1943-93 (1997), 200 ill., 1764 pp. ISBN 978-2-07-074491-6
- Annie Ernaux, Écrire la vie (2011), 100 ill., 1088 pp. ISBN 978-2-07-013218-8
- William Faulkner, Les Snopes (2007), 67 ill., 1260 pp. ISBN 978-2-07-078373-1
- Michel Foucault, Dits et écrits (1994), 2 tomi: 1954-75 e 1976-88, 1708 e 1736 pp. ISBN 978-2-07-076186-9 ISBN 978-2-07-076290-3
- François Furet, La Révolution Française (2007), 1064 pp. ISBN 978-2-07-073759-8
- Romain Gary e Émile Ajar, Légends du je (2009), 20 ill., 1428 pp. ISBN 978-2-07-012186-1
- Jean Giono, Chroniques romanesques (2010), 55 ill., 1456 pp.. ISBN 978-2-07-012990-4
- Nicolas Gogol, Nouvelles complètes (2010), 26 ill., 1008 pp., ISBN 978-2-07-012494-7
- Witold Gombrowicz, Contes et romans (2018), 187 ill., 1408 pp. ISBN 978-2-07-279187-1
- Witold Gombrowicz, Moi et mon double (1996), 187 ill., 1400 pp. ISBN 2-07-074493-0
- Louis Guilloux, D'une guerre l'autre (2009), 50 ill., 1120 pp. ISBN 978-2-07-012241-7
- Dashiell Hammett, Romans (2009), 45 ill., 1064 pp. ISBN 978-2-07-078329-8
- Peter Handke, Les Cabanes du narrateur. Œuvres choisies (2020), 101 ill., 1152 pp. ISBN 978-2-07-288949-3
- Ernest Hemingway, Nouvelles complètes (1999), 36 ill., 1232 pp. ISBN 978-2-07-075517-2
- Chester Himes, Cercueil et Fossoyeur (2007), 20 ill., 1372 pp. ISBN 978-2-07-078516-2
- Victor Hugo, Choses vues. Souvenirs, journaux, cahiers (2002), 44 ill., 1428 pp. ISBN 978-2-07-076391-7
- Eugène Ionesco, Œuvres (2024), 104 ill., 1472 pp. ISBN 978-2-07-297011-5
- Max Jacob, Œuvres (2012), 203 ill., 1824 pp. ISBN 978-2-07-013111-2
- Sébastien Japrisot, Romans policiers (2011), 80 ill., 1036 pp. ISBN 978-2-07-012919-5
- Marcel Jouhandeau, Chaminadour. Contes, nouvelles et récits (2006), 84 ill., 1540 pp. ISBN 2-07-077716-2
- Ernst Kantorowicz, Œuvres (2000), 95 ill., 1372 pp. ISBN 978-2-07-075858-6
- Yachar Kemal, La Saga de Mèmed le Mince (2011), 33 ill., 1652 pp. ISBN 978-2-07-013260-7
- Jack Kerouac, Sur la route et autres romans (2003), 24 ill., 1428 pp. ISBN 978-2-07-076845-5
- Joseph Kessel, Reportages, romans (2010), 43 ill., 1288 pp. ISBN 978-2-07-012870-9
- Philippe Labro, Écrits américains. Œuvres choisies (2023), 199 ill., 1152 + 24 pp. ISBN 978-2-07-296697-2
- Camille Laurens, Inventer le désir. Œuvres choisies (2023), 61 ill., 1024 pp. ISBN 978-2-07-297017-7
- D. H. Lawrence, Femmes amoureuses (2002), 27 ill., 1148 pp. ISBN 2-07-076369-2
- Jacques Le Goff, Un autre Moyen Âge (1999), 5 ill., 1400 pp. ISBN 2-07-075463-4
- Jacques Le Goff, Héros du Moyen Âge, Le Saint et le Roi (2004), 1344 pp. ISBN 2-07-076844-9
- Michel Leiris, Miroir de l'Afrique (1996), 363 ill., 1484 pp. ISBN 2-07-073755-1
- Michel Leiris, Journal 1922-1989 (2021), 103 ill., 1056 pp. ISBN 978-2-07-283014-3
- Léonard de Vinci, Carnets (2019), 168 ill., 1656 pp. ISBN 978-2-07-284486-7
- Bernard Lewis, Islam. Sociétés musulmanes (2005), 1344 pp. ISBN 2-07-077426-0
- Elias Lönnrot, Le Kalevale. Épopée des Finnois (2010), 24 ill., 1092 pp. ISBN 978-2-07-012965-2
- Jean-Patrick Manchette, Romans noirs (2005), 119 ill., 1344 pp. ISBN 978-2-07-077439-5
- Joanot Martorell, Tirant le Blanc (1997), 644 pp. ISBN 2-07-075109-0
- Guy de Maupassant, Contes et Nouvelles (2014), 37 ill., 1824 pp. ISBN 978-2-07-014559-1
- Horace McCoy, Romans noirs (2023), 91 ill., 1280 pp. ISBN 978-2-07-292712-6
- Herman Melville, Moby-Dick ou Le Cachalot (2018), 146 ill., 1024 pp. ISBN 978-2-07-273521-9
- Maurice Merleau-Ponty, Œuvres (2010), 70 ill., 1848 pp. ISBN 978-2-07-012875-4
- Yukio Mishima, La Mer de la fertilité (2004), 1204 pp. ISBN 978-2-07-076843-1
- Margaret Mitchell, Autant en emporte le vent (2003), 57 ill., 1232 pp. ISBN 978-2-07-076841-7 ISBN 2-07-076841-4
- Patrick Modiano, Romans (2013), 62 ill., 1088 pp. ISBN 978-2-07-013956-9
- Michel de Montaigne, Les Essais (n. éd. 2021), 1376 pp. ISBN 978-2-07-296605-7
- Vladimir Nabokov, Nouvelles complètes (2010), 29 ill., 868 pp. ISBN 978-2-07-012786-3
- Pablo Neruda, Résider sur la terre (2023), 188 ill., 1600 pp. ISBN 978-2-07-294883-1
- Pierre Nora (a cura di), Les Lieux de mémoire (1997), 3 tomi, 58, 47 e 84 ill., 1652, 1372 e 1736 pp. ISBN 978-2-07-074902-7 ISBN 978-2-07-074903-4 ISBN 978-2-07-074904-1
- Kenzaburô Ôé, Œuvres (2016), 65 ill., 1344 pp. ISBN 978-2-07-017798-1
- Flannery O'Connor, Œuvres complètes (2009), 14 ill., 1232 pp. ISBN 978-2-07-012493-0
- Amos Oz, Œuvres (2022), 98 ill., 1728 pp. ISBN 978-2-07-017799-8
- Mona Ozouf, De Révolution en République. Les chemins de la France (2015), 67 ill., 1376 pp. ISBN 978-2-07-014561-4
- Boris Pasternak, Écrits autobiographiques - Le Docteur Jivago (2005), 66 ill., 1316 pp. ISBN 2-07-077344-2
- Cesare Pavese, Œuvres (2008), 107 ill., 1820 pp. ISBN 978-2-07-012187-8
- Georges Perros, Œuvres (2017), 92 ill., 1600 pp. ISBN 978-2-07-273358-1
- Alain Peyrefitte, C'était De Gaulle (2002), 8 ill., 1960 pp. ISBN 2-07-076506-7
- Pablo Picasso, Écrits 1935-1959 (2021), 225 ill., 936 pp. ISBN 978-2-07-287652-3
- André Pieyre de Mandiargues, Récits érotiques et fantastiques (2009), 45 ill., 952 pp. ISBN 978-2-07-012243-1
- Luigi Pirandello, Nouvelles complètes (2000), 36 ill., 2240 pp. ISBN 2-07-075868-0
- Henri Pirenne, Histoires de l’Europe (2023), 99 ill., 1504 pp. ISBN 978-2-07-282834-8
- Sylvia Plath, Œuvres (2011), 60 ill., 1288 pp. ISBN 978-2-07-013219-5
- Plutarque, Vie parallèles (2002), 2296 pp. ISBN 978-2-07-073762-8
- Polybe, Histoire (2003), 1512 pp. ISBN 978-2-07-073539-6
- J.-B. Pontalis, Œuvres littéraires (2015), 70 ill., 1344 pp. ISBN 978-2-07-014860-8
- Marcel Proust, À la Recherche du Temps perdu (1999, n. ed. 2019), 2408 pp. ISBN 978-2-07-075492-2 ISBN 978-2-07-287604-2
- Marcel Proust, Jean Santeuil (2001), 924 pp. ISBN 2-07-076185-1
- François Rabelais, Les Cinq Livres des faits et dits de Gargantua et Pantagruel (2017), 263 ill., 1664 pp. ISBN 978-2-07-017772-1
- Yasmina Reza, On vient de loin. Œuvres choisies (2024), 60 ill., 1024 pp. ISBN 978-2-07-305049-6
- Arthur Rimbaud e Paul Verlaine, Un concert d'enfers. Vies et poésies (2017), 135 ill., 1856 pp. ISBN 978-2-07-014562-1
- Philip Roth, L'Amérique de Philip Roth (2013), 1152 pp. ISBN 978-2-07-014110-4
- Jean-Christophe Rufin, Aventures heureuses. Romans historiques (2022), 139 ill., 1504 pp. ISBN 978-2-07-288946-2
- Antoine de Saint-Exupéry, Du vent, du sable et des étoiles (n. éd. 2021), 602 ill., 1680 pp. ISBN 978-2-07-295883-0
- George Sand, Histoire de ma vie (2004), 104 ill., 1680 pp. ISBN 2-07-072884-6
- Boualem Sansal, Romans 1999-2011 (2015), 41 ill., 1248 pp. ISBN 978-2-07-014975-9
- Jorge Semprún, Le Fer Rouge de la mémoire (2012), 36 ill., 1184 pp. ISBN 978-2-07-013624-7
- Jean Starobinski, La beauté du monde. La littérature et les arts (2016), 53 ill., 1344 pp. ISBN 978-2-07-014560-7
- George Steiner, Œuvres (2013), 22 ill., 1216 pp. ISBN 978-2-07-013875-3
- Eugène Sue, Les Mystères de Paris (2009), 21 ill., 1316 pp. ISBN 978-2-07-012353-7
- Italo Svevo, Romans (2010), 20 ill., 924 pp. ISBN 978-2-07-012877-8
- Rabindranath Tagore, Œuvres (2020), 1632 pp. + 16 pp. ISBN 978-2-07-282828-7
- Jun'ichirō Tanizaki, Romans - Nouvelles (2010), 76 ill., 1024 pp. ISBN 978-2-07-012966-9
- Jean Tardieu, Œuvres (2003), 297 ill., 1595 pp. ISBN 2-07-076836-8
- Albert Thibaudet, Réflexions sur la littérature (2007), 1764 pp. ISBN 978-2-07-078367-0
- Alexis de Tocqueville, Lettres choisies - Souvenirs (1814-59) (2003), 44 ill., 1428 pp. ISBN 2-07-075685-8
- Voltaire, Inventaire Voltaire (1995), 110 ill., 1484 pp. ISBN 2-07-073757-8
- Simone Weil, Œuvres (1999), 36 ill., 1288 pp. ISBN 978-2-07-075434-2
- H. G. Wells, De l'amour. Nouvelles et romans (2021), 82 ill., 1024 pp. ISBN 978-2-07-284944-2
- François Weyergans, Romans (2023), 71 ill., 1376 pp. ISBN 978-2-07-289176-2
- Oscar Wilde, Rien n'est vrai que le beau. Œuvres choisies. Lettres (2019), 116 ill., 1248 pp. ISBN 978-2-07-283345-8
- Michel Winock, Gouverner la France (2022), 117 ill., 1216 pp. ISBN 978-2-07-294880-0
- Virginia Woolf, Romans, essais (2014) ISBN 978-2-07-014498-3